# Gastrodia elata
Gastrodia elata es una especie de orquídea terrestre perteneciente a la familia  Orchidaceae. 
Carece de clorofila. Obtiene todos sus azúcares parasitando a hongos como la Armallaria.

## Distribución y hábitat
Es endémica de Anhui, Cantón, Guangxi, Guizhou, Hebei, Heilongjiang, Henan, Hubei, Hunan, Jiangxi, Jilin, Liaoning, Shaanxi, Shandong, Shanxi, Sichuan, Tíbet o Xizang y Yunnan en China y Taiwán. Su hábitat natural son los bosques secos tropicales o subtropicales. Está tratada en peligro de extinción por pérdida de hábitat. 

## Sinonimia
- Gastrodia viridis Makino (1902).
- Gastrodia mairei Schltr. (1913).
- Gastrodia elata var. gracilis Pamp. (1915).
- Gastrodia elata f. viridis (Makino) Makino (1940).
- Gastrodia elata f. pilifera Tuyama (1941).
- Gastrodia elata f. alba S.Chow (1983).
- Gastrodia elata f. flavida S.Chow (1983).
- Gastrodia elata f. glauca S.Chow (1983).[2]